# The Flintstones in Viva Rock Vegas
The Flintstones in Viva Rock Vegas is een Amerikaanse komische film uit 2000, gebaseerd op de animatieserie The Flintstones. De film is een prequel op de film the Flintstones uit 1994.
Veel van de originele acteurs uit de vorige film zijn in deze film vervangen, omdat de film zich qua verhaal enkele jaren voor de vorige film afspeelt en alle personages er dus jonger uit moesten zien.
De film was werd net als zijn voorganger negatief ontvangen door critici, maar was in tegenstelling tot zijn voorganger ook qua opbrengst geen succes. De film slaagde er niet in het budget van 83 miljoen dollar terug te verdienen.

## Verhaal
Fred Flintstone en Barney Rubble wonen samen in een woonwagen, en proberen beide tevergeefs een vaste relatie te krijgen. Ze ontmoeten op een avond een kleine groene alien genaamd Gazoo, die naar de aarde is gestuurd om het liefdesgedrag van aardlingen te bestuderen. Hij besluit Fred en Barney als studieobject te nemen.
Ondertussen woont Wilma met haar rijke ouders in een landhuis. Haar moeder, Pearl, wil dat ze trouwt met de rijke casino-eigenaar Chip Rockfeller. Wilma is het hier niet mee eens. Ze gaat kwaad naar de Bronto Burger King in Bedrock, waar ze Betty ontmoet. Die denkt dat Wilma een dakloze vrouw is, en biedt haar een plaats aan in haar appartement, evenals een baan in het restaurant. Die avond bezoeken Fred en Barney het restaurant. Ze zien de twee vrouwen, en worden op slag verliefd op hen. Ze nodigen de twee dames uit met hen naar een carnaval te gaan. Wilma neemt Fred, Barney en Betty later mee naar haar vaders verjaardag. Fred wil hier Wilma ten huwelijk vragen. Iedereen is stomverbaasd om te zien dat Wilma eigenlijk rijk is. Nadat Fred Chip ontmoet, ziet hij af van zijn huwelijksaanzoek daar hij bang is dat Wilma nooit voor hem zal kiezen.
Chip ziet Fred wel als geduchte concurrent, en beraamt een plan om Wilma terug te winnen. Hij nodigt het viertal uit om te verblijven in zijn resort in Rock Vegas, hopend dat Fred verslaafd zal raken aan het gokken en Wilma hem zal verlaten. Chip geeft de groep een comfortabele suite en toegang tot het zwembad. Fred gaat inderdaad gokken, maar kan zich genoeg inhouden om niet al te hoge bedragen in te zetten. Ondertussen wordt Chip benaderd door twee mannen, en blijkt dat Chip hun baas veel geld verschuldigd is. Hij wil enkel en alleen met Wilma trouwen voor haar geld zodat hij zijn schulden kan afbetalen. Gazoo hoort het hele gesprek.
Dankzij Chip raakt Fred uiteindelijk toch aan het gokken verslaafd, en mist zijn afspraak met Wilma. Wilma breekt haar relatie met hem. Om nog wat extra olie op het vuur te gooien schuift Chip Fred een diefstal in de schoenen. Hij en Barney worden gearresteerd. In de gevangenis krijgen de twee bezoek van Gazoo, die hen Chips plan vertelt. Dankzij Gazoo ontsnappen de twee uit de gevangenis. Ze haasten zich naar het casino, alwaar Fred zich verkleedt als zanger Mick Jagged. Hij gaat het podium op, en zingt een liefdeslied voor Wilma. Het werkt, en Wilma verkiest Fred boven Chip. De twee trouwen in de Rock Vegas Chapel of Love. Wanneer Wilma haar bruidsboeket weggooit, vangt Betty het. Het is duidelijk dat zij en Barney ook spoedig zullen trouwen.

## Rolverdeling
| Acteur           | Personage                |
| ---------------- | ------------------------ |
| Mark Addy        | Fred Flintstone          |
| Stephen Baldwin  | Barney Rubble            |
| Kristen Johnston | Wilma Slaghoople         |
| Jane Krakowski   | Betty O'Shale            |
| Joan Collins     | Pearl Slaghoople         |
| Thomas Gibson    | Chip Rockefeller         |
| Alan Cumming     | Gazoo en Mick Jagged     |
| Harvey Korman    | Kolonel Slaghoople       |
| Alex Meneses     | Roxie                    |
| John Taylor      | Keith Richrock           |
| Tony Longo       | Big Rocko                |
| Danny Woodburn   | Little Rocko             |
| Taylor Negron    | Gazaam & Gazing          |
| Jack McGee       | Bronto-kraan onderzoeker |
| Chene Lawson     | Kitty                    |

## Achtergrond

### Weetjes
Oud Betty-vertolkster Rosie O'Donnell heeft in deze film een kleine cameo. Ze spreekt de stem in van een humeurige octopus die in Rock Vegas Krakowski & Johnston op hun rug masseert als zij bij het zwembad liggen te dagdromen van hun minnaars. Kort, maar herkenbaar.
Regisseur Brian Levant wilde in eerste instantie actrice Sandra Bullock strikken voor de rol van de jonge Wilma. De twee waren zowel binnen als buiten Hollywood goed bevriend met elkaar (ook al is hier weinig van te merken) maar hadden nog nooit samen een film gemaakt. Dit was dus de mogelijkheid. Helaas voor Levant werd Sandra rond het jaar 2000 tevens het scenario van Miss Congeniality voorgelegd en aangezien het salaris daar hoger was, was de keuze snel gemaakt. Maar helemaal met lege handen bleef Levant niet achter: op zijn verjaardag (6 augustus), tijdens de opnames, ontving hij een klein cadeautje; een kaart met de tekst Yabba-Dabba-Doo & A Happy Birthday! plus een foto van Sandra op haar blote voeten, gekleed in een lang wit vel en een strakke rode pruik op haar hoofd. In haar handen hield zij een knots vast.
Harvey Korman was in de eerste film de stem van de Dictabird en zorgde in de oude televisieserie voor de sprekende cartoon van Great Gazoo.
De makers William Hanna & Joseph Barbera zijn aan het einde tijdens de bruiloft heel even in beeld te zien als gasten die de tune zingen.
Jane Krakowski kreeg een flinke tegenvaller te verwerken. Zij kwam tijdens de opnames ongelukkig ten val, waardoor zij haar enkel brak en tijdelijk (ongeveer twee weken) was uitgeschakeld. In het begin van de film wordt zij geïntroduceerd als een serveerster bij een wegrestaurant waar alle vrouwelijke bediendes met hun blote voeten swingend in rolschaatsen rondracen om zo de klanten van dienst te zijn. Maar hoewel Krakowski een training had gekregen en bij diverse repetities overeind bleef, ging het toch ineens fout: het leren riempje van de skate schoot los. Toen ze vervolgens een sprong in de lucht maakte, gleden de schoenen van haar blote voeten af. Haar pogingen om nog goed te landen, mislukten en ze ging door haar enkel, die meteen in het ziekenhuis werd behandeld. Speciaal voor haar paste men de planning aan en werden eerst alle overige scènes gedraaid waar Krakowski niet in voorkomt.

### Filmmuziek
In de film worden nummers gezongen waarvan één qua muziek hetzelfde, maar qua tekst is aangepast om beter in het verhaal te passen:
- Het lied Viva Rock Vegas, dat als hoofdthema diende, is een parodie op Viva Las Vegas van onder andere ZZ Top, maar ook Elvis Presley en wordt hier gezongen door Ann Margret.
- Het lied This Isn't Love van The Rolling Stones wordt ongewijzigd opgevoerd. Wel wordt de band zelf gepersifleerd door hun zanger Mick Jagger te veranderen in het personage Mick Jagged.

De achtergrondmuziek in de film is geschreven, gecomponeerd + uitgevoerd door David Newman.

### Reacties
Op The Flintstones in Viva Rock Vegas kwamen voornamelijk negatieve reacties. Op Rotten Tomatoes was slechts 25% van de beoordelingen positief.
De film was tevens commercieel gezien een flop. De film bracht wereldwijd 59 miljoen dollar op, tegen een budget van 83 miljoen dollar.

## Prijzen en nominaties
In 2001 werd The Flintstones in Viva Rock Vegas genomineerd voor vijf prijzen, maar won er geen:
- Vier Golden Raspberry Awards
  - Slechtste film
  - Slechtste remake of vervolg
  - Slechtste mannelijke bijrol (Stephen Baldwin)
  - Slechtste vrouwelijke bijrol (Joan Collins )
- De Young Artist Award voor Best Family Feature Film - Comedy.